# Jean II de Waldeck-Pyrmont
Le comte Jean II de Waldeck-Pyrmont (7 novembre 1623 - 10 octobre 1668) est comte de Waldeck-Pyrmont, et major-général.

## La famille
Jean II est le quatorzième enfant du comte Christian de Waldeck et de la comtesse Élisabeth de Nassau-Siegen. Ses grands-parents paternels sont le comte Josias Ier de Waldeck-Eisenberg et la comtesse Marie de Barby-Mühlingen. Ses grands-parents maternels sont le comte Jean VII de Nassau-Siegen et Madeleine de Waldeck-Wildungen.

## Les mariages
Jean s'est marié une première fois, le 27 novembre 1644 avec Alexandra Maria Vehlen. Le couple n'a pas d'enfants. Il s'est remarié  le 10 novembre 1667 avec la comtesse Henriette-Dorothée de Hesse-Darmstadt. Ils n'ont pas eu d'enfants.